# Пискавица (Республика Сербская)
Пискавица (серб. Пискавица) —  населённый пункт (посёлок) в общине Баня-Лука (Град Баня-Лука), который принадлежит энтитету Республике Сербской, Босния и Герцеговина. Расположен в 20 км к северо-западу от города Баня-Лука, на железной дороге Баня-Лука — Приедор.

## Население
Численность населения посёлка Пискавица по переписи 2013 года составила 2 797 человек.
Этнический состав населения населённого пункта по данным переписи 1991 года:
- сербы — 3.729 (98,18 %),
- югославы — 27 (0,71 %),
- хорваты — 15 (0,39 %),
- боснийские мусульмане — 1 (0,02 %),
- прочие — 26 (0,68 %),
- всего — 3.798

## Известные уроженцы
- Талич, Момир (1942—2003), генерал-полковник Войска Республики Сербской, командир 1-го Краинского корпуса